# Filip Škiljan
Filip Škiljan Zágráb, 1980.–), horvát történész, régész, egyetemi tanár.

## Élete
Elemi és középiskoláit szülővárosában végezte, ahol a Klasszikus Gimnáziumban érettségizett. A Zágrábi Egyetem Bölcsészet- és Társadalomtudományi Karának Történelem Tanszékén szerzett alap- (2003), mester- (2006) és doktori (2009) fokozatot. Diplomamunkáját a bela krajnai japod településről, doktori disszertációját „Politička opredjeljivanja u Hrvatskom zagorju u Drugom svjetskom ratu.” (Politikai kötelezettségvállalások a Horvát Zagorjében a második világháborúban) címmel írta. 2003-tól 2006-ig a jasenovaci nemzeti emlékhelyen a fénykép-, videó- és digitális felvételgyűjtemény kurátoraként dolgozott. 2006-tól 2010-ig a Szerb Nemzeti Tanácsnál a Horvát Köztársaságban élő szerbek levéltárának vezetőjeként dolgozott. A zágrábi Migrációs és Etnikai Tanulmányi Intézet tudományos munkatársaként dolgozik. 2010-ben tudományos munkatársnak, 2013-ban tudományos főmunkatársnak, 2018-ban pedig tudományos tanácsadónak választották. Két szabadon választható kurzus („A Balkán története a 20. században” és „Válogatott témák a 20. századi horvát történelemben”) vezetője volt a Zágrábi Egyetem Horváttudományi Karán.

## Történészi munkássága
Tudományos kutatásai során leginkább a huszadik századi horvát történelemmel, a szóbeli történelemmel, a második világháborúval és a horvátországi nemzeti kisebbségekkel foglalkozik. Számos konferencián tartott előadást Horvátországban és külföldön. Nyolc könyv és több tucat hazai és külföldi folyóiratban megjelent tudományos és szakmai cikk szerzője.

## Főbb művei
- Kulturno-historijski spomenici Banije: s pregledom povijesti Banije od prapovijesti do 1881. godine (Zagreb, 2008),
- Politički zatvorenici u logorima Jasenovac i Stara Gradiška (Jasenovac, 2009),
- Kulturno-historijski spomenici zapadne Slavonije s pregledom povijesti zapadne Slavonije od prapovijesti do 20. stoljeća (Zagreb, 2010),
- Nacionalne manjine u Zagrebu: položaj i perspektive (társszerző, Zagreb, 2011),
- Kulturno-historijski spomenici Moslavine i Kalničko-bilogorskog prigorja s pregledom povijesti Moslavine i Kalničko-bilogorskog prigorja od prapovijesti do 1881 (Zagreb, 2011),
- Hrvatsko zagorje u Drugom svjetskom ratu 1941.-1945.: opredjeljivanja, borbe, žrtve (Zagreb, 2012),
- Kulturno-historijski spomenici Gorskog kotara i Ogulinsko-plaščanske zavale s pregledom povijesti Gorskog kotara i Ogulinsko-plaščanske zavale od prapovijesti do 1881 (Zagreb, 2012),
- Organizirana prisilna iseljavanja Srba iz NDH (Zagreb, 2014),
- Slavonija—sociodemografski problemi/izazovi (társszerző, Zagreb, 2014),
- Porajmos: zamolčani genocid nad Romi (társszerző, Maribor, 2015),
- Slovenci u Varaždinu i Varaždinskoj županiji (Varaždin, 2015),
- Iz povijesti Srba u Varaždinskoj županiji : od prvih doseljavanja do današnjih dana (társszerző, Zagreb, 2017),
- Srbi u Cetinskoj krajini (társszerző, Zagreb, 2017),
- Iz povijesti Srba u parohiji Salnik od doseljavanja do današnjih dana (társszerző, Zagreb, 2017),
- Rusinska obitelj u istočnoj Slavoniji i zapadnom Srijemu: svakodnevni život rusinske obitelji u istočnoj Slavoniji i zapadnom Srijemu u dvadesetom stoljeću i čuvanje rusinskog nacionalnog identiteta (Vukovar, 2018),
- Hrvati u Sloveniji (társszerző, Lendava, 2018),
- Slovensko stanovništvo u župama Marija Gorica, Dubravica i Brdovec od sredine 19. stoljeća do današnjih dana (publikáció, Razprave in gradivo, No. 80. (2018), str. 21-41.)
- Fran Zavrnik (társszerző, Zagreb, 2019)
- Nestala naselja u Republici Hrvatskoj: povijesno-demografsko-antropološke perspektive (társszerző, Zagreb, 2021),